# 1988年夏季残疾人奥林匹克运动会葡萄牙代表团
1988年夏季残疾人奥林匹克运动会葡萄牙代表团是葡萄牙派出的1988年夏季残疾人奥林匹克运动会代表团。获得3枚金牌、5枚银牌和6枚铜牌。